# Acheiropoieta

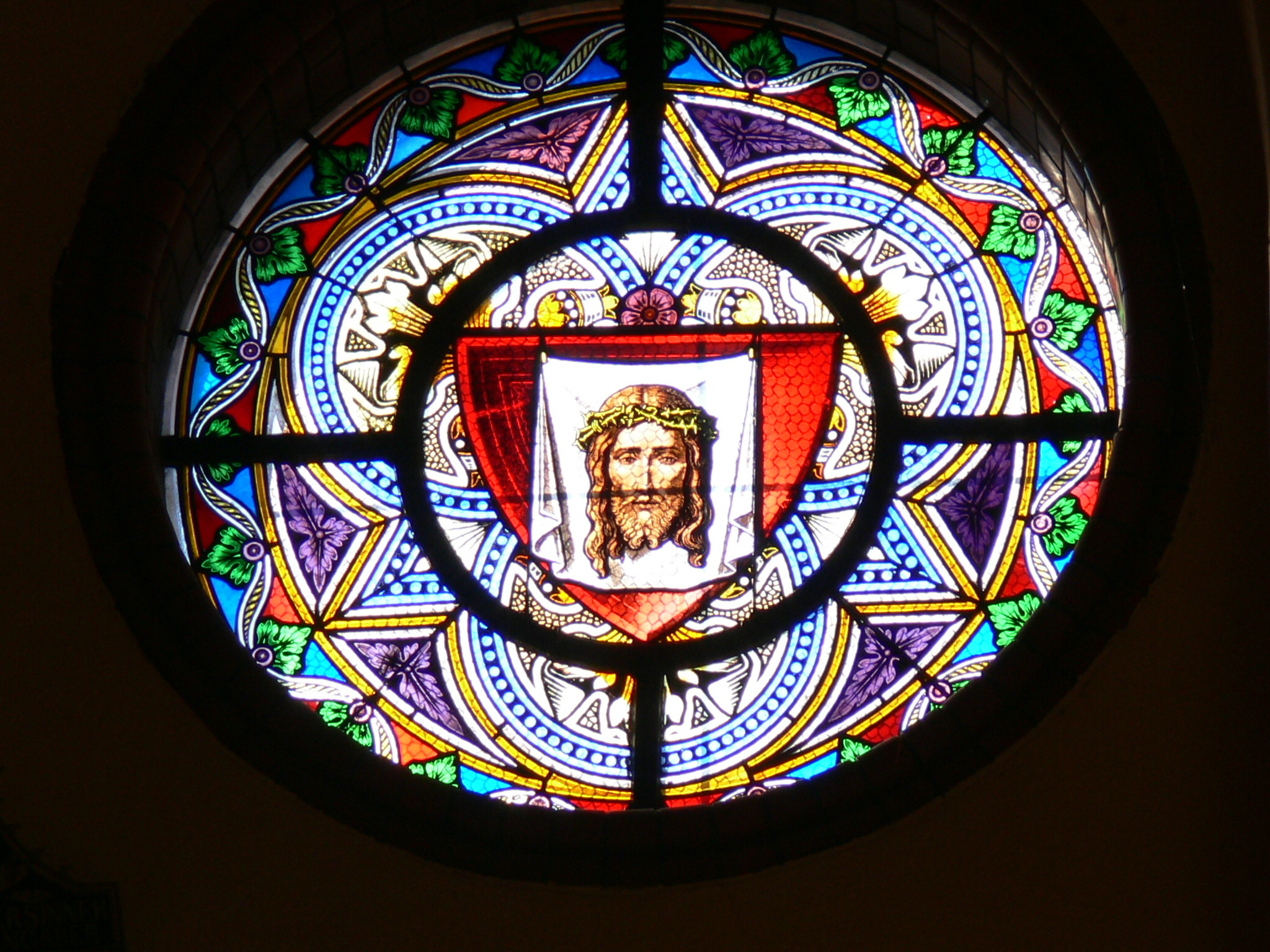
Vitral do Véu de Verônica

Acheiropoieta (grego bizantino: αχειροποίητα - "não feitos pelas mãos"; Singular: acheiropoieton) são um tipo particular de ícones que acredita-se terem sido criados de forma milagrosa e não pelas mãos humanas. Invariavelmente, trata-se de imagens de Jesus ou da Virgem Maria. Os exemplos mais notáveis são, na tradição ortodoxa, a Imagem de Edessa (Mandílio) e, no ocidente, o Véu de Verônica e o Santo Sudário.

## Contexto
Algumas destas imagens funcionavam como poderosas relíquia e também como ícones, com suas representações naturalmente consideradas como especialmente autoritativas a respeito da pessoa representada. Na posição de ícones que se acredita terem sido criados com base na pessoa representada viva, eles funcionam como importantes referências para todas as demais imagens desta pessoa numa determinada tradição. Assim, eles foram copiados em grande escala e a crença de que essas imagens de fato existiram - e autenticaram um determinado tipo facial - teve um importante papel no conservadorismo da tradição bizantina. 

## Acheiropoietade 836
Estes ícones eram vistos como poderosos argumentos contra o iconoclasma. Num documento produzido pelos seguidores do patriarca de Constantinopla, que se propõe a ser o registro de um (fictício) concílio ecumênico de 836, aparece uma lista de acheiropoieta e ícones milagrosamente protegidos como evidência da aprovação divina para os ícones. Os acheiropoieta listados ali são:
- A Imagem de Edessa, na época ainda preservada em Edessa;
- A imagem da Virgem em Lida, em Israel, que acredita-se ter aparecido milagrosamente numa coluna de uma igreja construída pelos apóstolos  Pedro e João;
- Outra imagem da Virgem, de três cúbitos de altura, também em Lida, que acredita-se ter milagrosamente aparecido em outra igreja.

As outras nove imagens milagrosas listadas tratam da "proteção divina" aos ícones, que resistiram tentativas de ataques (ou se auto-repararam depois delas) por parte dos pagãos, árabes, infiéis, loucos, iconoclastas e judeus.
Esta lista parece ter tido um viés regional, pois outras imagens já muito famosas à época não foram mencionadas, como o "Cristo de Camuliana", que seria posteriormente levado para Constantinopla. Outro exemplo, e o único que inequivocamente ainda existe, é um mosaico do jovem Cristo do século VI na igreja do Mosteiro de Latomos em Tessalônica (atualmente dedicado a São David). Ele foi aparentemente coberto por gesso durante o período iconoclasta e, próximo ao seu fim, um terremoto o tornou visível novamente, revelando a imagem (durante o reinado de Leão V, o Armênio (r. 813-820). Porém, este foi apenas um milagre subsidiário, de acordo com o relato que chegou até nossos dias. Segundo ele, o mosaico estava sendo criado secretamente durante a perseguição de Galério no século IV como uma imagem da Virgem quando ele subitamente se transformou, durante a noite, na atual imagem de Cristo.

## Exemplos notáveis

### Imagem de Edessa
De acordo com lendas cristãs, a "Imagem de Edessa" (conhecida na tradição ortodoxa como Mandílio, uma palavra grega que não é utilizada em nenhum outro contexto), foi uma relíquia sagrada na forma de um pano quadrado ou retangular sobre o qual estava estampada milagrosamente a face de Jesus - o primeiro ícone ("imagem").
De acordo com a lenda, o rei Abgar de Edessa escreveu para Jesus pedindo-lhe que visse curá-lo de uma doença. Ele teria então recebido uma carta com a resposta de Jesus, recusando o convite, mas prometendo a visita de um de seus discípulos. Juntamente com a carta veio uma imagem de Jesus. Esta lenda foi relatada pela primeira vez no século IV por Eusébio de Cesareia que afirmou ter transcrito e traduzido a carta verdadeira, preservada na época entre os documentos do rei de Edessa. Acredita-se que um dos setenta discípulos, Tadeu de Edessa, tenha sido o que visitou Abgar levando as palavras de Jesus que terminaram por curar milagrosamente o rei.

### Véu de Verônica
O "Véu de Verônica", conhecido em italiano como Volta Santo ("Santa Face") é uma relíquia religiosa. Os católicos romanos acreditam que Santa Verônica, de Jerusalém, encontrou Jesus na Via Dolorosa a caminho do Calvário. Quando ela parou para limpar-lhe o suor (em latim: suda) da face com seu véu, a imagem de Jesus se estampou nele. O evento é comemorado numa das estações da cruz. De acordo com a lenda, Verônica posteriormente viajou para Roma para levar o véu para o imperador romano Tibério. A lenda conta ainda que ele tinha propriedades milagrosas, sendo capaz de matar a sede, restaurar a visão e, às vezes, ressuscitar os mortos. Depois de ser por séculos uma das mais reverenciadas e copiadas imagens católicas de Cristo, em tempos recentes ele tem sido obscurecido pela fama do Santo Sudário.

### Santo Sudário
O "Santo Sudário" (ou "Sudário de Turim") é um pano que traz estampada a imagem de um homem que parece ter sido fisicamente agredido de uma forma similar aos sofrimentos conhecidos de Jesus. Ela é claramente visível na forma de um negativo fotográfico, como observado pela primeira vez em 1898 num negativo do fotógrafo amador Secondo Pia, que fora inexplicavelmente autorizado a fotografá-lo. O sudário é mantido na capela real da Catedral de São João Batista em Turim, na Itália. A Igreja Católica aprovou que esta imagem fosse associada com a devoção da Santa Face de Jesus e alguns acreditam que ele seja a mortalha com a qual Jesus foi sepultado. Céticos rebatem que o sudário seria uma falsificação medieval — ou mesmo uma obra artística devocional. O sudário tem sido objeto de um intenso debate entre os cientistas, crentes, historiadores e escritores sobre onde, quando e como ele e sua imagem teriam sido criados.

### Imagem do Palácio de Latrão
Esta imagem, também chamada de Uronica, está preservada na capela que foi um dia a capela privada do papa, no aposento conhecido como Sancta Sanctorum ("Santo dos Santos") no alto da Scala Sancta ("Escada Santa") numa parte sobrevivente do antigo Palácio de Latrão, em Roma. A lenda conta que esta imagem foi iniciada por São Lucas e terminada por anjos.
Acredita-se que este ícone tenha sido pintado em Roma entre os séculos V e VI. Atualmente, apenas traços sob a pintura superior permanecem da imagem original de Cristo em Majestade com uma auréola com a cruz, numa pose clássica de "professor segurando os rolos da Lei em sua mão esquerda enquanto que a direita está erguida em bendição". Restaurada diversas vezes, a face foi modificada completamente quando o papa Alexandre III (r. 1159-1181) ordenou que a atual, pintada sobre seda, fosse colocada sobre a original. Inocêncio III (r. 1189-1216) cobriu o resto do ícone com uma riza de prata ornada em relevo e, finalmente, outras tentativas de embelezar o ícone terminaram por cobrir totalmente sua superfície. 
As portas protegendo o ícone, também de prata em relevo, são do século XV. Ele também está coberto por um baldaquino em metal e madeira coberta de ouro laminado, que substituiu o original de Caradaossi (1452-1527), que se perdeu durante o saque de Roma em 1527. A imagem em si foi examinada pela última vez pelo historiador da arte jesuíta J. Wilpert em 1907.
Já no reinado do papa Sérgio I (r. 687-701) havia registros da imagem sendo levada em procissão anualmente em certas festas; e o papa Estevão II (r. 752-757) a levou nos ombros numa procissão para conter uma ameaça de invasão pelos lombardos. No século IX, uma elaborada procissão se tornou o foco central da Festa da Assunção. Durante a Idade Média, o papa e os sete cardeais-bispos celebravam a missa no pequeno santuário onde ela era guardada e, por vezes, beijavam seus pés. Embora ela não seja mais um objeto litúrgico especificamente, alguns romanos ainda veneram este ícone, considerando-o como uma última esperança em desastres e eventos memoráveis na capital, uma veneração que pode ser comparada com a dedicada a outro antigo ícone da Madonna chamado Salus Populi Romani, guardado na Basílica de Santa Maria Maggiore, também em Roma. O ícone de Latrão era levado em procissão anualmente para "encontrar" com o ícone da Madona na Festa da Assunção.